# Somebody Else's Lover
Somebody Else's Lover is een nummer van de Nederlandse band Total Touch. Het is de tweede single van hun titelloze debuutalbum uit 1996. Op 9 september van dat jaar werd het nummer op single uitgebracht. Zowel Tjeerd Oosterhuis als Trijntje Oosterhuis wilde een strijkorkest in de begeleiding. Het platenlabel zag daarmee de kosten oplopen en weigerde. Tjeerd wendde zich tot zijn moeder, die met wat vrienden en vriendinnen de studio in trok en de partijen inspeelden, aldus Henkjan Smits (destijds aldaar werkzaam) in Bertop5.

## Achtergrond
De single werd een nog grotere hit dan voorganger Touch Me There. 
In Nederland was de single in week 39 van 1996 Alarmschijf op Radio 538 en werd ook veel gedraaid op de overige landelijke radiozenders. De single werd een gigantische hit en bereikte de 3e positie in zowel de Nederlandse Top 40 op Radio 538 als de publieke hitlijst; de Mega Top 50 op Radio 3FM. 
In België werd er géén notering behaald in zowel de Vlaamse Ultratop 50, de Vlaamse Radio 2 Top 30 en de Waalse Ultratop 50. 
In Duitsland bereikte de single wél de hitlijst met een uiteindelijke 86e positie in de Musikmarkt Top 100.

## NPO Radio 2 Top 2000
| Nummer met noteringen in de NPO Radio 2 Top 2000 | '01  | '02  | '03  | '04  | '05  | '06  | '07 | '08  |
| ------------------------------------------------ | ---- | ---- | ---- | ---- | ---- | ---- | --- | ---- |
| Somebody Else's Lover                            | 1265 | 1178 | 1151 | 1557 | 1672 | 1247 | -   | 1737 |

1. ↑  Een '-' betekent dat het nummer niet was genoteerd en een vetgedrukt getal geeft de hoogste notering aan.
2. ↑  2001 was het eerste jaar met een notering voor dit nummer.
3. ↑  Deze tabel is bijgewerkt tot en met de laatste editie (2024).